# Ebrahim Rasool

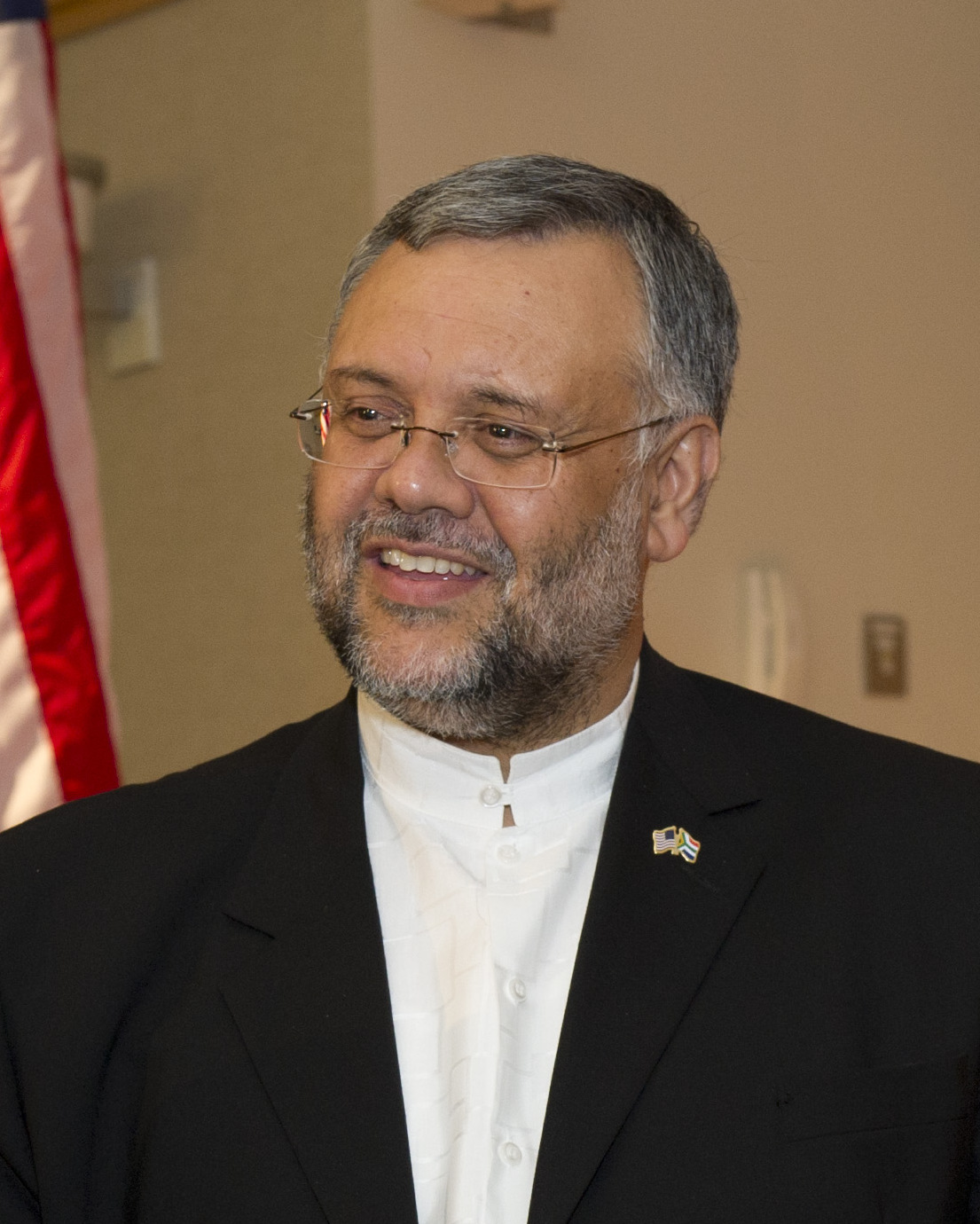
Ebrahim Rasool (2012)

Ebrahim Rasool (* 15. Juli 1962 in Kapstadt) ist ein südafrikanischer Politiker. Er ist Mitglied des ANC und war von April 2004 bis Juli 2008 Premierminister der Provinz Westkap.

## Leben
Rasool ist kapmalaischer Herkunft. Er absolvierte eine Lehrerausbildung an der University of Cape Town und erlangte 1984 das „Higher Diploma in Education“. Während seiner Studentenzeit wurde er politisch aktiv und 1983 führendes Mitglied in der Anti-Apartheidsorganisation „United Democratic Front“. 1984 wurde Rasool auch National Secretary bei der Organisation „Call Of Islam“, einer innerhalb der islamischen Organisationen eher liberal ausgerichteten Gruppe.
Von 1985 an unterrichtete Rasool an der Spine Road Senior Secondary School. Noch im gleichen Jahr wurde er jedoch ohne Prozess für 16 Monate inhaftiert und anschließend 18 Monate lang von politischer Betätigung ausgeschlossen. Im Anschluss an diese Zeit setzte das Ende der Apartheid ein, in dieser Übergangsphase war Rasool von 1991 bis 1994 Prorektor an seiner alten Studienstätte. Während dieser Jahre war er auch Schatzmeister des ANC in der Kapprovinz. Von 1994 bis 1998 war Rasool innerhalb der Regierung des Westkaps im Executive Council für Gesundheit und Soziales zuständig, in den Jahren 2001 bis 2004 für Finanzen und Wirtschaftsförderung. 1998 übernahm er den Vorsitz des ANC im Westkap, den er bis 2005 innehatte.
Im April 2004 wurde Rasool als Nachfolger von Marthinus van Schalkwyk zum Premier des Westkaps ernannt, letzterer trat im Zuge des Eingangs der NNP in den ANC Rasools Partei bei.
Eines der Anliegen Rasools war es, Politik und Religion stärker zusammenzuführen. Mit der Kapstädter Bürgermeisterin Helen Zille von der Demokratischen Allianz kam es zu einer Reihe von Konflikten, so warf Rasool Zille vor, den Bau des Kapstadt-Stadion zu gefährden, während Zille wiederum Rasool vorwarf Kapstadt Mittel zur Wirtschaftsförderung und zum Wohnungsbau vorzuenthalten. In Kapstadt regierte eine Mehrparteienkoalition unter Ausschluss des ANC.
Rasool wurde im Juli 2008 durch das ANC National Executive Committee abgesetzt, seine Nachfolge trat Lynne Brown an.
Von 2010 bis 2015 war er Botschafter Südafrikas in den USA. Am 13. Januar 2025 wurde er noch zur Amtszeit von US-Präsident Joe Biden zum zweiten Mal Botschafter, am 15. März 2025 wurde er von US-Außenminister Marco Rubio zur persona non grata erklärt und damit des Landes verwiesen.

### Familiäres und sonstiges
Rasool ist verheiratet und hat zwei Kinder. Er spricht Englisch, Afrikaans und Deutsch.